# Montferri

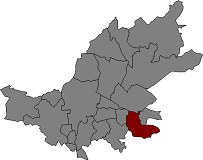
Położenie gminy na mapie comarki Alt Camp.

Montferri – gmina w Hiszpanii,  w Katalonii, w prowincji Tarragona, w comarce Alt Camp.
Powierzchnia gminy wynosi 19,15 km². Zgodnie z danymi INE, w 2005 roku liczba ludności wynosiła 225, a gęstość zaludnienia 11,75 osoby/km². Wysokość bezwzględna gminy równa jest 229 metrów. Współrzędne geograficzne gminy to 41°16'2"N, 1°22'1"E.

## Miejscowości
W skład gminy wchodzą dwie miejscowości, w tym miejscowość gminna o tej samej nazwie:
- Montferri – liczba ludności: 222
- Vilardida – 3

## Demografia
- 1991 – 153
- 1996 – 158
- 2001 – 159
- 2004 – 202
- 2005 – 225